# Авелінополіс
Авелінополіс (порт. Avelinópolis) — муніципалітет в штаті Гояс, Бразилія. Складова частина мезорегіону Центр штату Гойас. Входить в економіко-статистичний мікрорегіон Анікунс. Населення становить 2868 осіб на 2022 рік. Займає площу 170,228 км². Густота населення — 16,85 осіб/км². 

## Статистика
- Валовий внутрішній продукт на 2003 становить 16.818.854,00 реалів (дані: Бразильський інститут географії та статистики).
- Валовий внутрішній продукт на душу населення  на 2003 становить 6.531,59 реалів (дані: Бразильський інститут географії та статистики).
- Індекс розвитку людського потенціалу на 2000 становить 0,737 (дані: Програма розвитку ООН).